# St. Nikolaus (Feldolling)

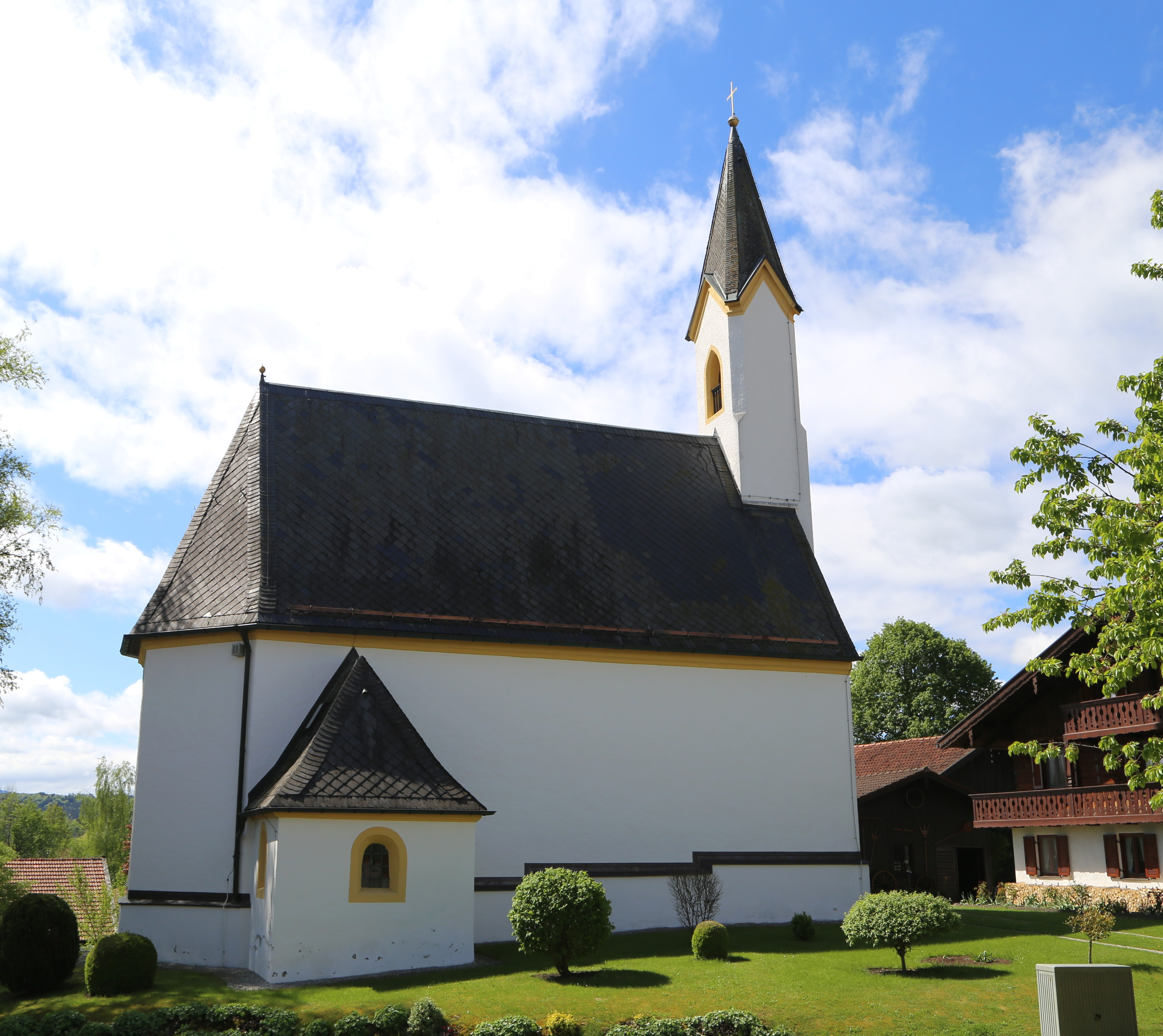
St. Nikolaus in Feldolling

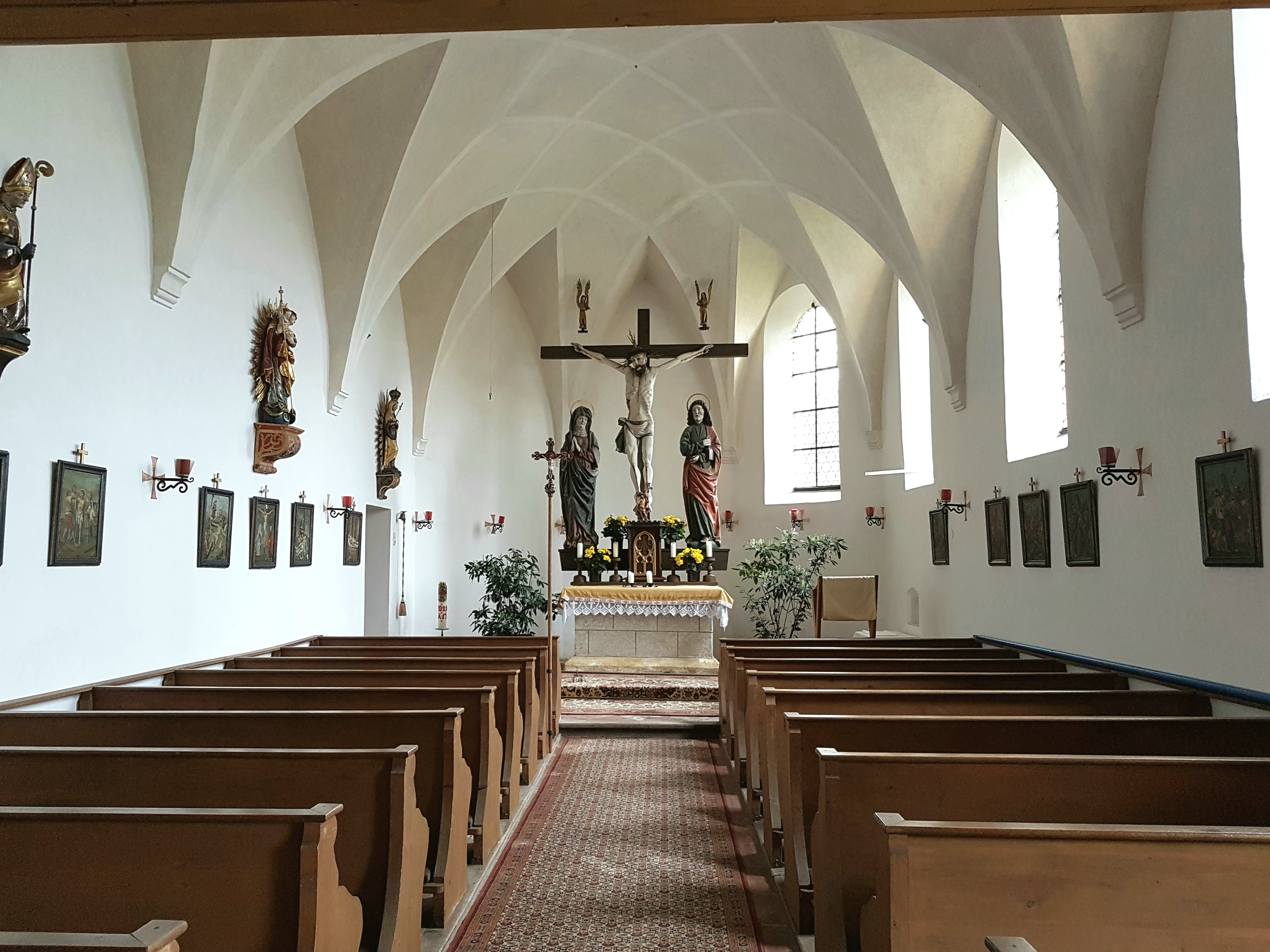
Innenraum

Die römisch-katholische Filialkirche St. Nikolaus steht in Feldolling, einem Gemeindeteil von Feldkirchen-Westerham im oberbayerischen Landkreis Rosenheim. Das Bauwerk ist in der Liste der Baudenkmäler in Feldkirchen-Westerham als Baudenkmal unter der Nr. D-1-87-130-17 eingetragen. Die Kirche gehört zum Dekanat Rosenheim im Erzbistum München und Freising.

## Beschreibung
Die spätgotische Saalkirche wurde 1525 geweiht. Sie besteht aus dem Langhaus zu fünf Jochen, dem dreiseitig geschlossenen Chor im Osten, der Sakristei an der Nordwand des Chors und dem Giebelreiter im Westen, der mit einem neugotischen spitzen Helm bedeckt ist. 
Der Innenraum ist mit einem Stichkappengewölbe überspannt. Im Westen befindet sich eine Empore, deren Brüstung mit Kerbschnitten verziert ist. Im Chor steht eine Kreuzigungsgruppe auf einer gemauerten Mensa.